# Saint-Aunix-Lengros
Saint-Aunix-Lengros è un comune francese di 158 abitanti situato nel dipartimento del Gers nella regione dell'Occitania.

## Società

### Evoluzione demografica
Abitanti censiti